# Pseudatrichia bryanti
Pseudatrichia bryanti är en tvåvingeart som beskrevs av Kelsey 1969. Pseudatrichia bryanti ingår i släktet Pseudatrichia och familjen fönsterflugor.
Artens utbredningsområde är Arizona. Inga underarter finns listade i Catalogue of Life.